# Эверзе
Э́верзе (нем. Oeversee) — община в Германии, в земле Шлезвиг-Гольштейн. Входит в состав района Шлезвиг-Фленсбург. Подчиняется управлению Эверзе. Население составляет 3369 человек (на 31 декабря 2010 года). Занимает площадь 36,35 км². Община подразделяется на 2 сельских округа.

## Население
| Год  | Численность | Численность |
| ---- | ----------- | ----------- |
| 2017 | 3415        | [ 1 ]       |
| 2019 | 3409        | [ 3 ]       |
| 2021 | 3473        | [ 4 ]       |
| 2022 | 3595        | [ 5 ]       |
| 2023 | 3621        | [ 2 ]       |